# Associazione Calcio Cesena
Associazione Calcio Cesena é um clube de futebol italiano da cidade de Cesena. Foi fundada em 1940, disputando as divisões inferiores, conseguiu em 1968 chegar na Série B italiana e cinco anos depois, chegou na divisão máxima do futebol da Itália.

## História

### Década de 1970
Após conseguir alcançar a Série A do campeonato italiano, a equipe do Cesena conseguiu ficar na décima primeira posição, colocação que foi repetida na temporada seguinte. Na temporada de 1975/1976, a equipe fez uma boa campanha e terminou na sexta colocação o que lhe deu direito de disputar a Copa da UEFA no ano seguinte. Mesmo com a boa campanha e o acesso à competição européia, a equipe foi rebaixada no mesmo ano.

### Década de 1980
A segunda vez que conseguiu voltar para a elite do futebol italiano, foi em 1981, onde coseguiu se manter ficando na décima posição na tabela de classificação. No ano seguinte, mais uma vez não conseguiu se manter e foi novamente rebaixada, ficando na Série B por quatro anos. Na temporada de 1987/1988 conseguiu alcançar a elite e mantendo-se por quatroanos consecutivos.

### Década de 1990 e 2000
A década de 1990 foi de altos e baixos para a equipe italiana, foi rebaixada em 1991 e voltou para a elite em 1994, onde empatou em pontos com a equipe do Padova que acabou ficando na primeira divisão enquanto a equipe do Cesena caia mais uma vez de divisão.
Em 1997, mais um golpe duro para a equipe, foi rebaixada para a Série C1, onde permaneceu por quatro temporadas. Na década de 2000 os altos e baixos da equipe continuaram. Na temporada 2005/2006 terminou na sexta posição na Série B o que lhe permitiu disputar o acesso para a elite italiana e mais uma vez não foi bem sucedido. Na temporada 2007/2008 terminou na vigésima segunda posição na Série B o que lhe rebaixaria mais uma vez para a Liga Pro Prima Divisione. Nesta divisão do campeonato italiano a equipe conseguiu subir para disputar a Série B em 2008/2009. No ano seguinte, a equipe fez uma ótima campanha e foi vice camepã e conseguiu o acesso junto com a equipe do Lecce.

### Retorno a Serie A
No seu regresso à série A, na temporada 2010/2011, a equipe passou por uma temporada de maus resultados que o levaram a disputar as posições inferiores da tabela de classificação. Mas nos jogos próximos do fim do campeonato, a equipe conseguiu bons resultados, fazendo-os somar 21 pontos e assim manter-se na elite do futebol.

## Elenco
Atualizado em 17 de setembro de 2020
- : Capitão
- : Lesão
- : Jogadores Emprestados

## Jogadores Notáveis
Esta lista inclui jogadores já aposentados contribuiram para a história da equipe.